# 糸魚川市
糸魚川市（いといがわ し）は、新潟県最西端、上越地方に位置する市。日本海に面する。糸魚川静岡構造線（フォッサマグナ西端）が通り、日本の東西の境界線上に位置する。
1954年（昭和29年）市制施行。
世界有数かつ世界最古のヒスイの産地で、景勝地の親不知でも知られる。全域がユネスコ世界ジオパーク（糸魚川ジオパーク）に指定されている。
なお、糸魚川市には「糸魚川」という名前の川はない。

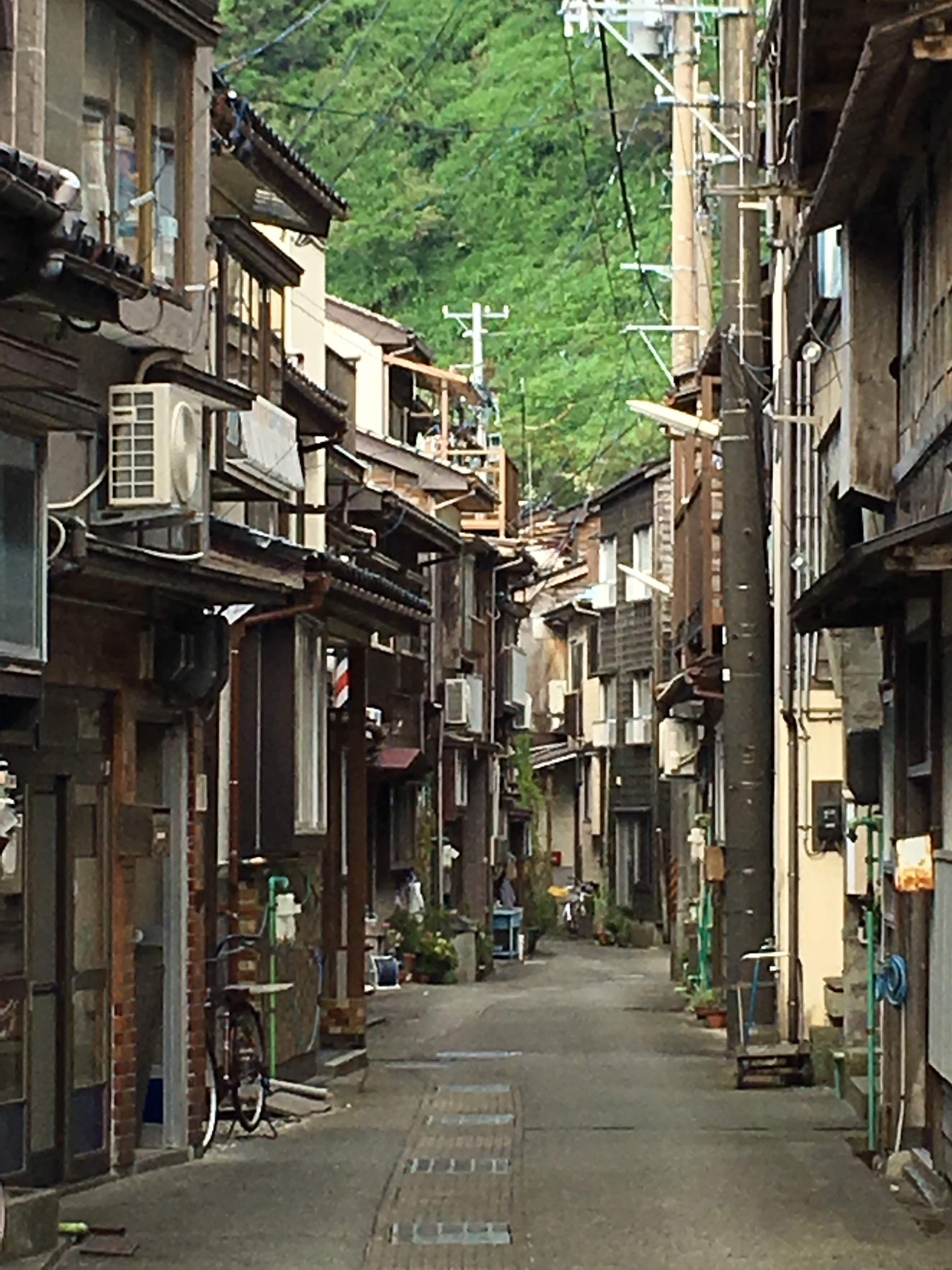
糸魚川市筒石の街並み

## 概要
糸魚川市は新潟県の最西端に位置する市町村であり、上越地方（新潟県の南西部の地域）の3市のうちの1つである。
糸魚川の歴史は縄文時代までさかのぼり、日本列島から朝鮮半島まで及ぶヒスイの交易の発祥地点であった。
のちには東日本と西日本との文化の交流の拠点および北前船往来による海上交通の拠点として、また越中国、信濃国と越後国との物流の拠点として栄えた（詳細は歴史節に後述する）。
2005年（平成17年）3月19日 糸魚川市、西頸城郡能生町及び青海町が合併して、糸魚川市が発足する。

### 地勢
西を飛騨山脈、東を頸城山塊、北を日本海に挟まれた沿岸の平野部に位置する。市街地の西側を流れる姫川がもたらす姫川谷は糸魚川静岡構造線とほぼ一致し、その西側が地質的な西南日本、東側が東北日本に分類される。
市域内には国立公園が2箇所（中部山岳国立公園と妙高戸隠連山国立公園 ）存在し、これは全国的にも珍しい。
市内の西部（旧青海町）には断崖絶壁の海岸である親不知・子不知があり、明治以前までは新潟県と富山県を結ぶ北陸道の交通の難所として知られた。
県庁所在地の新潟市までは約168kmも離れており、一方で隣の富山県富山市までは約86kmと半分程度の距離しかない。また長野県長野市までも約105kmほどの距離である。

### 世界最古のヒスイ文化
ヒスイの産出地としては国内随一であり、世界最古のヒスイ文化発祥の地でもある。
約5,000年前より、糸魚川市内のヒスイ海岸で産出したヒスイ原石が日本列島から北海道や沖縄、朝鮮半島へ至る範囲へ広く運ばれ、装飾品として利用された。
その後は奈良時代ごろからヒスイの利用が歴史から途絶え、糸魚川を含む日本国内でヒスイが産出していたことも忘れられていた。
しかし、1,000年以上の時を経た昭和期になって市内の旧小滝村においてヒスイの原石が再び発見されたことにより、日本周辺各地の遺跡から出土するヒスイ加工品が海外由来ではなく糸魚川原産であったことが証明された。
現在では市内の産地2箇所が国の史跡名勝天然記念物に指定されており、ヒスイは2016年（平成28年）9月に日本の「国石」に認定された。
詳細は糸魚川のヒスイ記事を参照。

## 地理

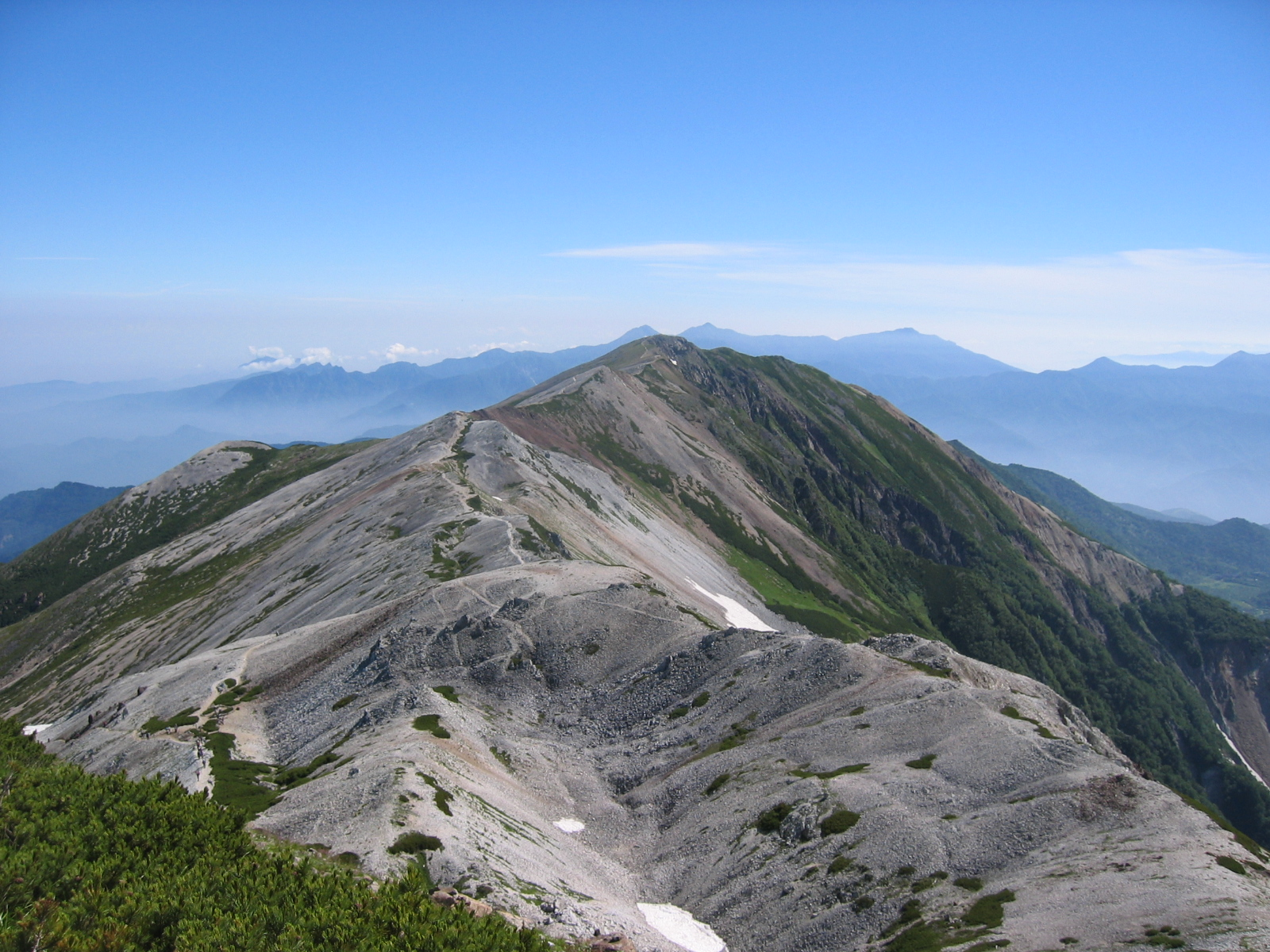
小蓮華山

### 自然
- 山：火打山、雨飾山、焼山、小蓮華山（新潟県の最高峰）、黒姫山、乗鞍岳 (白馬乗鞍岳)、雪倉岳、朝日岳、明星山、聖山、犬ヶ岳、白鳥山、鉢ヶ岳、不動山、鉾ヶ岳
- 河川：姫川、境川、青海川、海川、早川、能生川、根知川、小滝川、大所川

(注) 糸魚川市内および近辺には「糸魚川」という名称の川は現存していない。
- 湖沼：高浪の池、白池、月不見の池
- 洞窟：福来口鍾乳洞、白蓮洞（日本一深い洞窟）、青海千里洞、奴奈川洞、銀鳳洞、沢穴、滝谷第1洞
- その他：尾山のヒメハルゼミ（日本の音風景100選、分布の北限、天然記念物）、上刈ミカン、糸魚川真柏（葉性の良さや変化に富んだ幹模様から盆栽樹として人気が高い[16]）

### 気候

#### 概要
四季を通じて降水量が多い。暖候期は比較的日照が長く、寒候期に降水が増える典型的な日本海側気候である。ケッペンの気候区分では温暖湿潤気候 (Cfa)に属する。北陸地方の他都市と同様、同程度の緯度にある太平洋側の地域に比較すると年間の気温は高めに推移する。

#### 冬季
市街地におかれたアメダスでは、最寒月（2月）における最低気温の平年値は0.7℃であり、通年で平均最低気温が0℃を下回ることがない。このため海岸に近い地域では、1 mを超える積雪が見られる年は多くはない。一方で山間部での降雪量は多く、雪国と呼ぶにふさわしい積雪を見ることが出来るまた山間部は海沿いの市街地に比べても冷え込みが強くなる。

#### 春季から夏季
4月から5月にかけては、好天の日が多い。夏は沿岸部では湿度の高さもあって蒸し暑い。8月上旬における最低気温の平年値は24.4℃であり、同じく沿岸部に観測所があり緯度で2度ほど南に位置する横浜の24.6℃に近い数値である。

#### フェーン現象の影響
フェーン現象の影響で、夏から秋にかけて異常な高温を記録することがある。2023年8月10日には、日本国内における一日の最低気温の最高記録となる31.4℃を観測した。同年12月15日には日没後に気温が急上昇、26.0℃に達し12月としては異例となる夏日を記録している。
2013年7月6日には、朝5時台に35度を超える気温を観測した。同年10月9日には最高気温が35.1℃に達し、日本での観測史上初となる10月の猛暑日を記録した。2018年10月6日、新潟県内4地点において猛暑日が観測された際に同月の国内最高気温記録は更新されたものの、10月9日は日本国内における最も遅い猛暑日の観測記録となっている。
頻発するフェーン現象は、地域にもさまざまな影響をもたらす。2016年12月22日の糸魚川大火当日もフェーン現象が発生しており、その影響を受け火災が大規模化したと見られている。
| 糸魚川（標高8 m、糸魚川市東寺町）の気候                  | 糸魚川（標高8 m、糸魚川市東寺町）の気候 | 糸魚川（標高8 m、糸魚川市東寺町）の気候 | 糸魚川（標高8 m、糸魚川市東寺町）の気候 | 糸魚川（標高8 m、糸魚川市東寺町）の気候 | 糸魚川（標高8 m、糸魚川市東寺町）の気候 | 糸魚川（標高8 m、糸魚川市東寺町）の気候 | 糸魚川（標高8 m、糸魚川市東寺町）の気候 | 糸魚川（標高8 m、糸魚川市東寺町）の気候 | 糸魚川（標高8 m、糸魚川市東寺町）の気候 | 糸魚川（標高8 m、糸魚川市東寺町）の気候 | 糸魚川（標高8 m、糸魚川市東寺町）の気候 | 糸魚川（標高8 m、糸魚川市東寺町）の気候 | 糸魚川（標高8 m、糸魚川市東寺町）の気候 |
| 月                                                       | 1月                                     | 2月                                     | 3月                                     | 4月                                     | 5月                                     | 6月                                     | 7月                                     | 8月                                     | 9月                                     | 10月                                    | 11月                                    | 12月                                    | 年                                      |
| -------------------------------------------------------- | --------------------------------------- | --------------------------------------- | --------------------------------------- | --------------------------------------- | --------------------------------------- | --------------------------------------- | --------------------------------------- | --------------------------------------- | --------------------------------------- | --------------------------------------- | --------------------------------------- | --------------------------------------- | --------------------------------------- |
| 最高気温記録 °C （°F）                                   | 17.5 (63.5)                             | 23.6 (74.5)                             | 26.0 (78.8)                             | 30.7 (87.3)                             | 31.8 (89.2)                             | 36.8 (98.2)                             | 37.2 (99)                               | 39.3 (102.7)                            | 37.6 (99.7)                             | 35.1 (95.2)                             | 28.1 (82.6)                             | 26.0 (78.8)                             | 39.3 (102.7)                            |
| 平均最高気温 °C （°F）                                   | 7.0 (44.6)                              | 7.4 (45.3)                              | 10.9 (51.6)                             | 16.3 (61.3)                             | 21.2 (70.2)                             | 24.3 (75.7)                             | 28.5 (83.3)                             | 30.3 (86.5)                             | 26.6 (79.9)                             | 21.3 (70.3)                             | 15.7 (60.3)                             | 10.2 (50.4)                             | 18.3 (64.9)                             |
| 日平均気温 °C （°F）                                     | 3.6 (38.5)                              | 3.8 (38.8)                              | 6.7 (44.1)                              | 11.8 (53.2)                             | 16.8 (62.2)                             | 20.7 (69.3)                             | 25.0 (77)                               | 26.6 (79.9)                             | 22.8 (73)                               | 17.3 (63.1)                             | 11.6 (52.9)                             | 6.5 (43.7)                              | 14.4 (57.9)                             |
| 平均最低気温 °C （°F）                                   | 0.9 (33.6)                              | 0.7 (33.3)                              | 2.9 (37.2)                              | 7.6 (45.7)                              | 12.9 (55.2)                             | 17.7 (63.9)                             | 22.3 (72.1)                             | 23.6 (74.5)                             | 19.7 (67.5)                             | 14.0 (57.2)                             | 8.2 (46.8)                              | 3.4 (38.1)                              | 11.2 (52.2)                             |
| 最低気温記録 °C （°F）                                   | −5.3 (22.5)                             | −5.2 (22.6)                             | −3.1 (26.4)                             | −1.3 (29.7)                             | 5.1 (41.2)                              | 10.7 (51.3)                             | 15.4 (59.7)                             | 17.2 (63)                               | 11.4 (52.5)                             | 4.8 (40.6)                              | 0.8 (33.4)                              | −4.2 (24.4)                             | −5.3 (22.5)                             |
| 降水量 mm （inch）                                       | 354.8 (13.969)                          | 225.5 (8.878)                           | 204.5 (8.051)                           | 135.1 (5.319)                           | 120.5 (4.744)                           | 168.0 (6.614)                           | 237.8 (9.362)                           | 223.3 (8.791)                           | 251.4 (9.898)                           | 232.4 (9.15)                            | 341.0 (13.425)                          | 407.4 (16.039)                          | 2,901.5 (114.232)                       |
| 平均降水日数 （≥1.0 mm）                                 | 24.8                                    | 19.8                                    | 18.9                                    | 13.2                                    | 11.4                                    | 11.8                                    | 14.2                                    | 11.7                                    | 14.0                                    | 15.2                                    | 19.1                                    | 23.4                                    | 197.3                                   |
| 平均月間日照時間                                         | 52.9                                    | 85.2                                    | 135.4                                   | 178.8                                   | 205.3                                   | 160.4                                   | 159.2                                   | 195.2                                   | 138.9                                   | 133.9                                   | 99.7                                    | 66.6                                    | 1,611.5                                 |
| 出典1：理科年表                                          |                                         |                                         |                                         |                                         |                                         |                                         |                                         |                                         |                                         |                                         |                                         |                                         |                                         |
| 出典2：気象庁 (平均値：1991年-2020年、極値：1978年-現在) |                                         |                                         |                                         |                                         |                                         |                                         |                                         |                                         |                                         |                                         |                                         |                                         |                                         |

| 能生（1991年 - 2020年）の気候      | 能生（1991年 - 2020年）の気候 | 能生（1991年 - 2020年）の気候 | 能生（1991年 - 2020年）の気候 | 能生（1991年 - 2020年）の気候 | 能生（1991年 - 2020年）の気候 | 能生（1991年 - 2020年）の気候 | 能生（1991年 - 2020年）の気候 | 能生（1991年 - 2020年）の気候 | 能生（1991年 - 2020年）の気候 | 能生（1991年 - 2020年）の気候 | 能生（1991年 - 2020年）の気候 | 能生（1991年 - 2020年）の気候 | 能生（1991年 - 2020年）の気候 |
| 月                                 | 1月                           | 2月                           | 3月                           | 4月                           | 5月                           | 6月                           | 7月                           | 8月                           | 9月                           | 10月                          | 11月                          | 12月                          | 年                            |
| ---------------------------------- | ----------------------------- | ----------------------------- | ----------------------------- | ----------------------------- | ----------------------------- | ----------------------------- | ----------------------------- | ----------------------------- | ----------------------------- | ----------------------------- | ----------------------------- | ----------------------------- | ----------------------------- |
| 最高気温記録 °C （°F）             | 17.5 (63.5)                   | 22.5 (72.5)                   | 24.9 (76.8)                   | 29.6 (85.3)                   | 30.2 (86.4)                   | 32.8 (91)                     | 36.5 (97.7)                   | 36.9 (98.4)                   | 36.6 (97.9)                   | 33.5 (92.3)                   | 26.9 (80.4)                   | 22.9 (73.2)                   | 36.9 (98.4)                   |
| 平均最高気温 °C （°F）             | 5.6 (42.1)                    | 6.0 (42.8)                    | 9.6 (49.3)                    | 15.7 (60.3)                   | 20.8 (69.4)                   | 23.9 (75)                     | 27.8 (82)                     | 29.4 (84.9)                   | 25.6 (78.1)                   | 20.2 (68.4)                   | 14.5 (58.1)                   | 8.8 (47.8)                    | 17.3 (63.1)                   |
| 日平均気温 °C （°F）               | 2.2 (36)                      | 2.1 (35.8)                    | 4.9 (40.8)                    | 10.4 (50.7)                   | 15.8 (60.4)                   | 19.8 (67.6)                   | 23.9 (75)                     | 25.1 (77.2)                   | 21.1 (70)                     | 15.5 (59.9)                   | 9.9 (49.8)                    | 4.8 (40.6)                    | 13.0 (55.4)                   |
| 平均最低気温 °C （°F）             | −0.6 (30.9)                   | −1.1 (30)                     | 1.0 (33.8)                    | 5.6 (42.1)                    | 11.1 (52)                     | 16.1 (61)                     | 20.6 (69.1)                   | 21.6 (70.9)                   | 17.6 (63.7)                   | 11.8 (53.2)                   | 6.0 (42.8)                    | 1.6 (34.9)                    | 9.3 (48.7)                    |
| 最低気温記録 °C （°F）             | −7.3 (18.9)                   | −8.1 (17.4)                   | −5.8 (21.6)                   | −2.2 (28)                     | 2.7 (36.9)                    | 7.6 (45.7)                    | 13.4 (56.1)                   | 14.3 (57.7)                   | 7.8 (46)                      | 2.6 (36.7)                    | −0.5 (31.1)                   | −6.1 (21)                     | −8.1 (17.4)                   |
| 降水量 mm （inch）                 | 387.3 (15.248)                | 233.3 (9.185)                 | 208.1 (8.193)                 | 136.8 (5.386)                 | 124.6 (4.906)                 | 174.3 (6.862)                 | 243.4 (9.583)                 | 237.9 (9.366)                 | 281.9 (11.098)                | 293.6 (11.559)                | 404.4 (15.921)                | 474.4 (18.677)                | 3,223.5 (126.909)             |
| 降雪量 cm （inch）                 | 204 (80.3)                    | 181 (71.3)                    | 62 (24.4)                     | 2 (0.8)                       | 0 (0)                         | 0 (0)                         | 0 (0)                         | 0 (0)                         | 0 (0)                         | 0 (0)                         | 0 (0)                         | 72 (28.3)                     | 505 (198.8)                   |
| 平均降水日数 （≥1.0 mm）           | 25.2                          | 20.1                          | 18.9                          | 13.1                          | 11.5                          | 12.1                          | 14.5                          | 11.5                          | 14.8                          | 15.8                          | 19.2                          | 23.9                          | 201.2                         |
| 平均月間日照時間                   | 41.3                          | 70.3                          | 118.9                         | 175.2                         | 198.5                         | 142.7                         | 140.0                         | 185.8                         | 129.2                         | 126.9                         | 96.7                          | 57.2                          | 1,478.3                       |
| 出典1：Japan Meteorological Agency |                               |                               |                               |                               |                               |                               |                               |                               |                               |                               |                               |                               |                               |
| 出典2：気象庁                      |                               |                               |                               |                               |                               |                               |                               |                               |                               |                               |                               |                               |                               |

### 人口
| |                                          |  |
| 糸魚川市と全国の年齢別人口分布（2005年） | 糸魚川市の年齢・男女別人口分布（2005年） |  |
| ■紫色 ― 糸魚川市 ■緑色 ― 日本全国 | ■青色 ― 男性 ■赤色 ― 女性                |  |
| 糸魚川市（に相当する地域）の人口の推移 \| 1970年（昭和45年） \| 67,785人 \| \| \| 1975年（昭和50年） \| 62,900人 \| \| \| 1980年（昭和55年） \| 61,488人 \| \| \| 1985年（昭和60年） \| 60,612人 \| \| \| 1990年（平成2年） \| 56,803人 \| \| \| 1995年（平成7年） \| 54,780人 \| \| \| 2000年（平成12年） \| 53,021人 \| \| \| 2005年（平成17年） \| 49,844人 \| \| \| 2010年（平成22年） \| 47,702人 \| \| \| 2015年（平成27年） \| 44,162人 \| \| \| 2020年（令和2年） \| 40,765人 \| \| |                                          |  |
| 総務省統計局 国勢調査より |                                          |  |
| 1970年（昭和45年） | 67,785人                                 |  |
| 1975年（昭和50年） | 62,900人                                 |  |
| 1980年（昭和55年） | 61,488人                                 |  |
| 1985年（昭和60年） | 60,612人                                 |  |
| 1990年（平成2年） | 56,803人                                 |  |
| 1995年（平成7年） | 54,780人                                 |  |
| 2000年（平成12年） | 53,021人                                 |  |
| 2005年（平成17年） | 49,844人                                 |  |
| 2010年（平成22年） | 47,702人                                 |  |
| 2015年（平成27年） | 44,162人                                 |  |
| 2020年（令和2年） | 40,765人                                 |  |

### 隣接自治体
新潟県
- 上越市
- 妙高市

 長野県
- 北安曇郡
  -  白馬村
  -  小谷村

 富山県
- 下新川郡
  -  朝日町

## 歴史

### 沿革
- 1954年（昭和29年）6月1日 - 西頸城郡浦本村、下早川村、上早川村、大和川村、西海村、糸魚川町、大野村、根知村及び小滝村が合併して、糸魚川市が発足する。
- 1964年（昭和39年）5月21日 - 本町通り三叉路に市内初の交通信号機が設置される[24]。
- 1971年（昭和46年）10月2日 - 特別豪雪地帯に指定される[25]。
- 2005年（平成17年）
  - 2月22日 - 市内の市内局番が3桁化される[26]。
  - 3月19日 - 糸魚川市、西頸城郡能生町及び青海町が合併して、新たに糸魚川市が発足する。糸魚川市（1954 - 2005）の合併時の面積は466.62km2（境界未定部分あり）、人口は31,567人（2004年9月1日）。なおこれと同時に西頸城郡も消滅する。
- 2009年（平成21年）8月22日 - 糸魚川ジオパークが日本初のユネスコ世界ジオパークに認定された[3][27]。
- 2015年（平成27年）3月14日 - 北陸新幹線が糸魚川駅に延伸開業し、隣接する富山県および沿線の東京都、埼玉県、群馬県、長野県、石川県との移動時間が短縮された（詳細は交通節を参照）。
- 2016年（平成28年）12月22日 - 市内大町地区に大規模火災が発生し、およそ150棟が焼失した。詳細は糸魚川市大規模火災を参照。

## 政治

### 行政
市長
- 市長：久保田郁夫（2025年4月24日就任、1期目）

歴代市長
- 初代；米田徹 2005年4月24日 - 2025年4月23日

旧糸魚川市長
- 初代；中村又七郎 1954年7月12日 - 1961年10月7日
- 第2代；金平弘遠 1961年11月5日 - 1969年11月4日
- 第3代；大久保敬 1969年11月5日 - 1985年11月4日
- 第4代；木島長右ェ門 1985年11月5日 - 1997年11月4日
- 第5代；山田紀之 1997年11月5日 - 2001年11月4日
- 第6代；吉岡静夫 2001年11月5日 - 2005年3月18日

## 施設

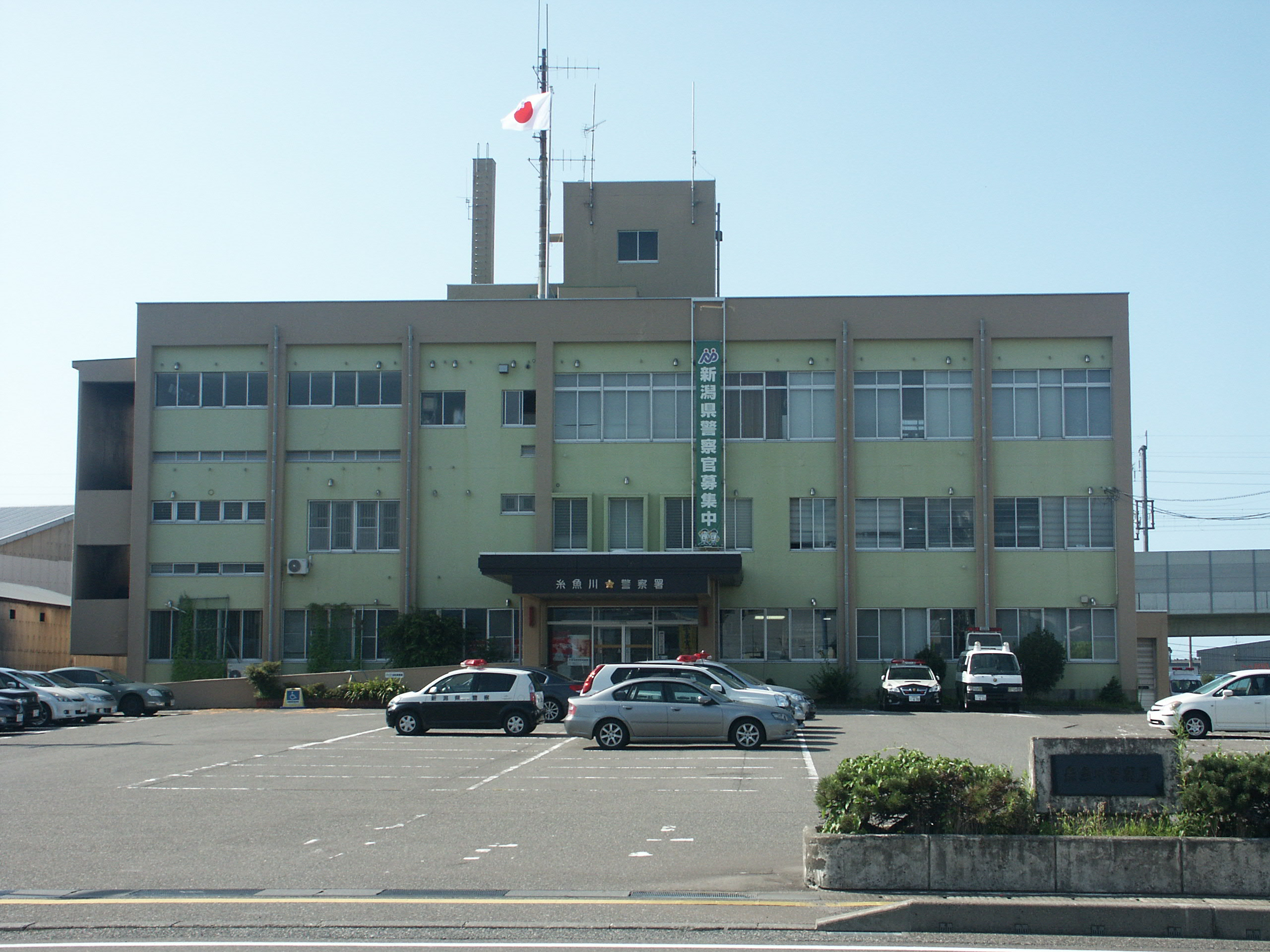
糸魚川警察署

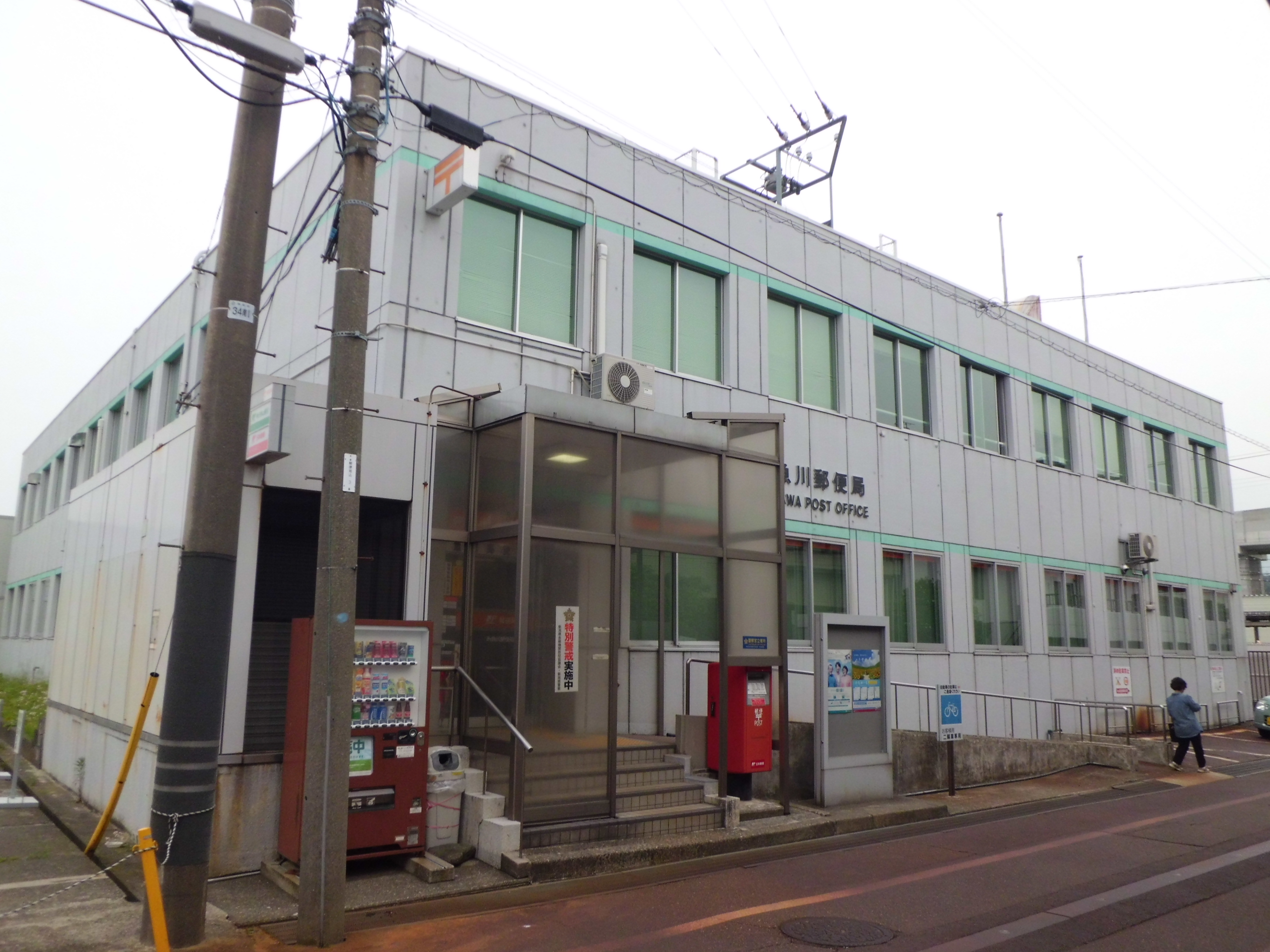
糸魚川郵便局

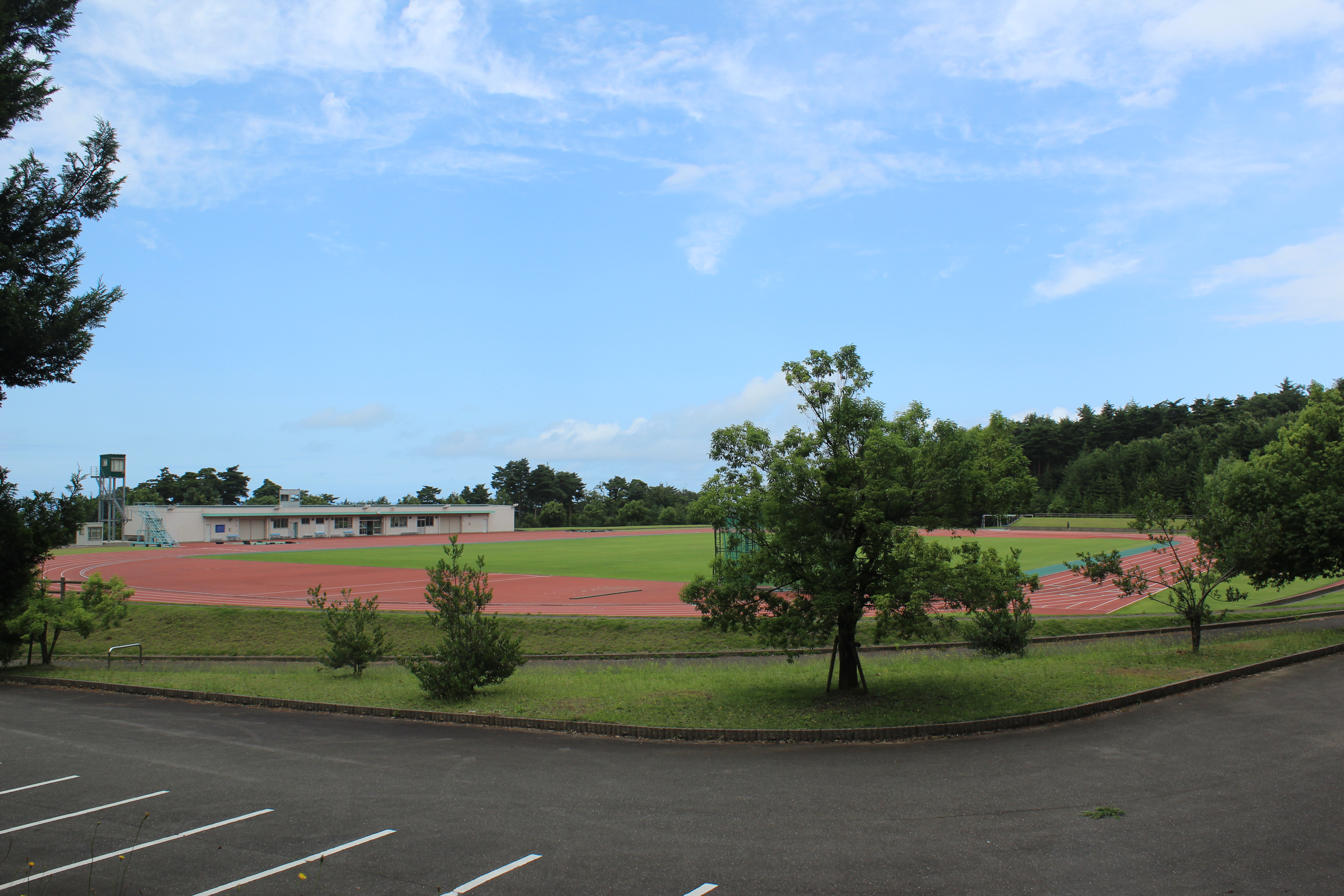
美山陸上競技場

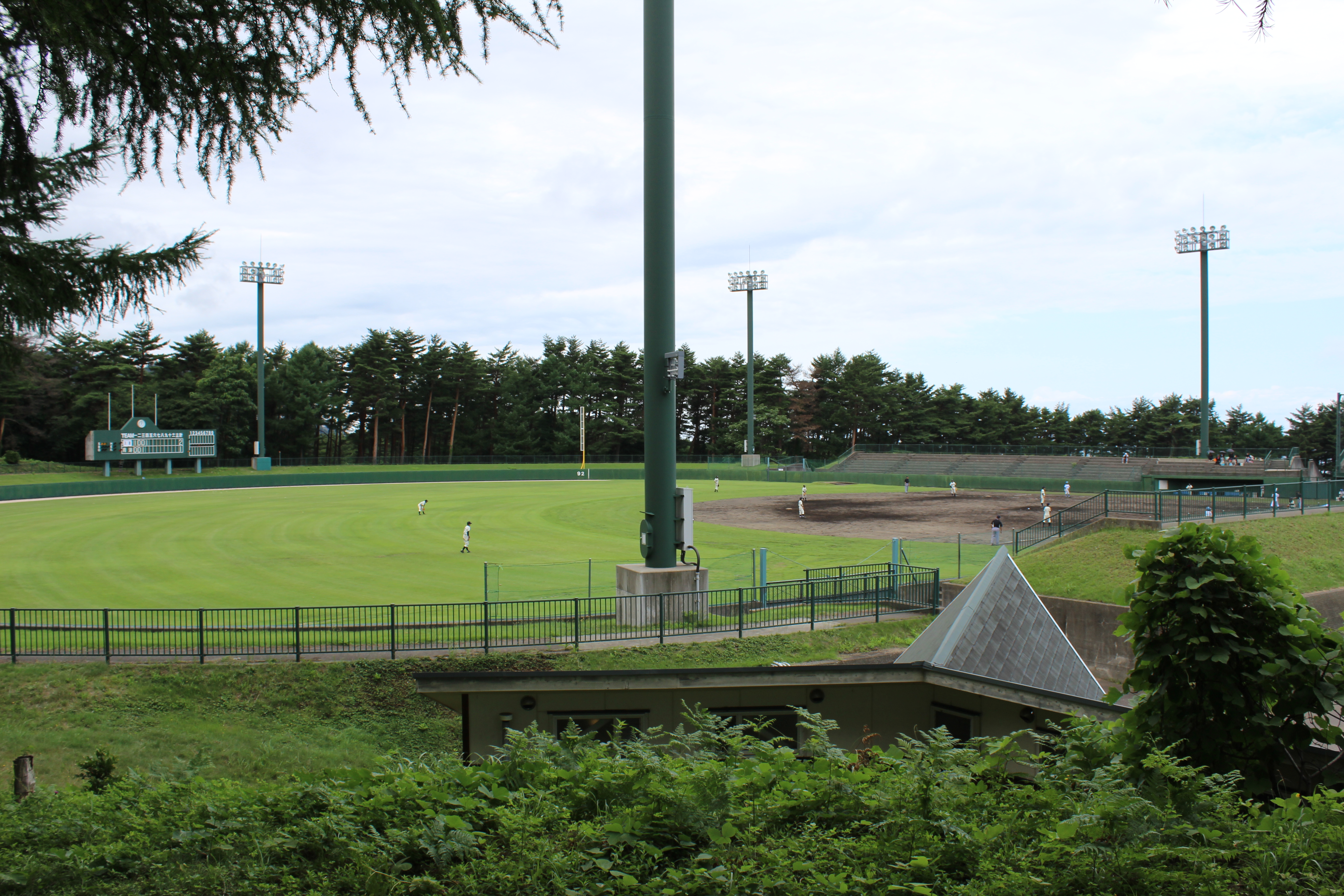
美山球場

### 警察
- 新潟県糸魚川警察署
  - 能生交番
  - 青海交番
  - 糸魚川駅前交番
  - 梶屋敷交番
  - 藤崎駐在所
  - 槙駐在所
  - 土塩駐在所
  - 根小屋駐在所
  - 市振駐在所

### 消防
本部
- 糸魚川市消防本部

消防署
- 糸魚川市消防署

分署
- 能生分署（大字能生1941-2）
- 青海分署（大字青海4648-11）

分遣所
- 早川分遣所（大字道明443-1）

### 医療
主な病院
- 糸魚川総合病院
- よしだ病院

### 郵便
日本郵便の主な郵便局
- 青海郵便局
- 糸魚川郵便局

### スポーツ施設
- 美山公園 (糸魚川市)
  - 美山陸上競技場
  - 美山球場

### 文化施設

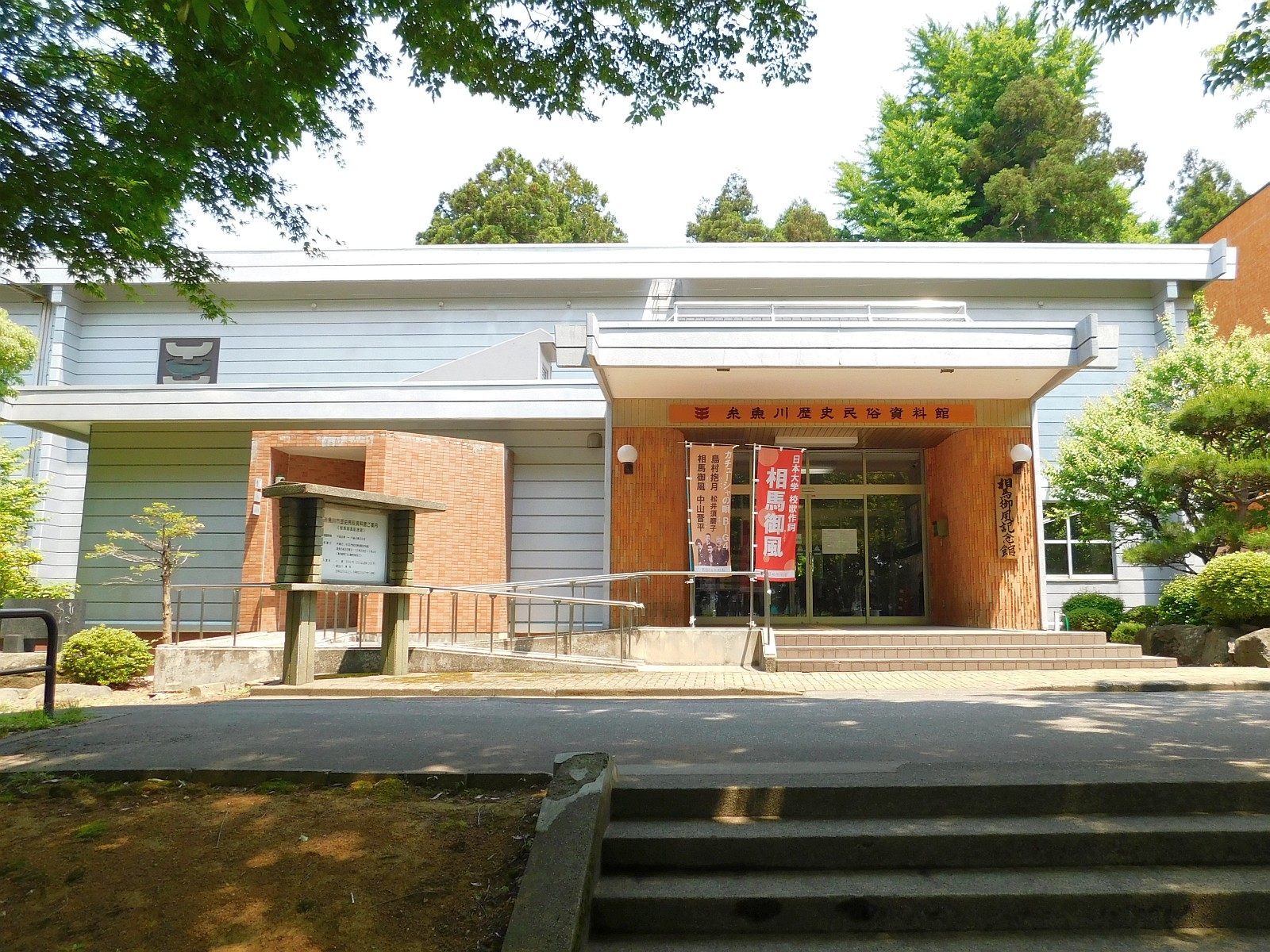
糸魚川歴史民俗資料館（相馬御風記念館）

- 糸魚川歴史民俗資料館:糸魚川市一の宮(北緯37度02分23秒 東経137度51分47秒 / 北緯37.039814度 東経137.863009度)にある資料館。通称「相馬御風記念館」主に糸魚川出身の相馬御風関係の資料を収集展示する[28]。

## 経済

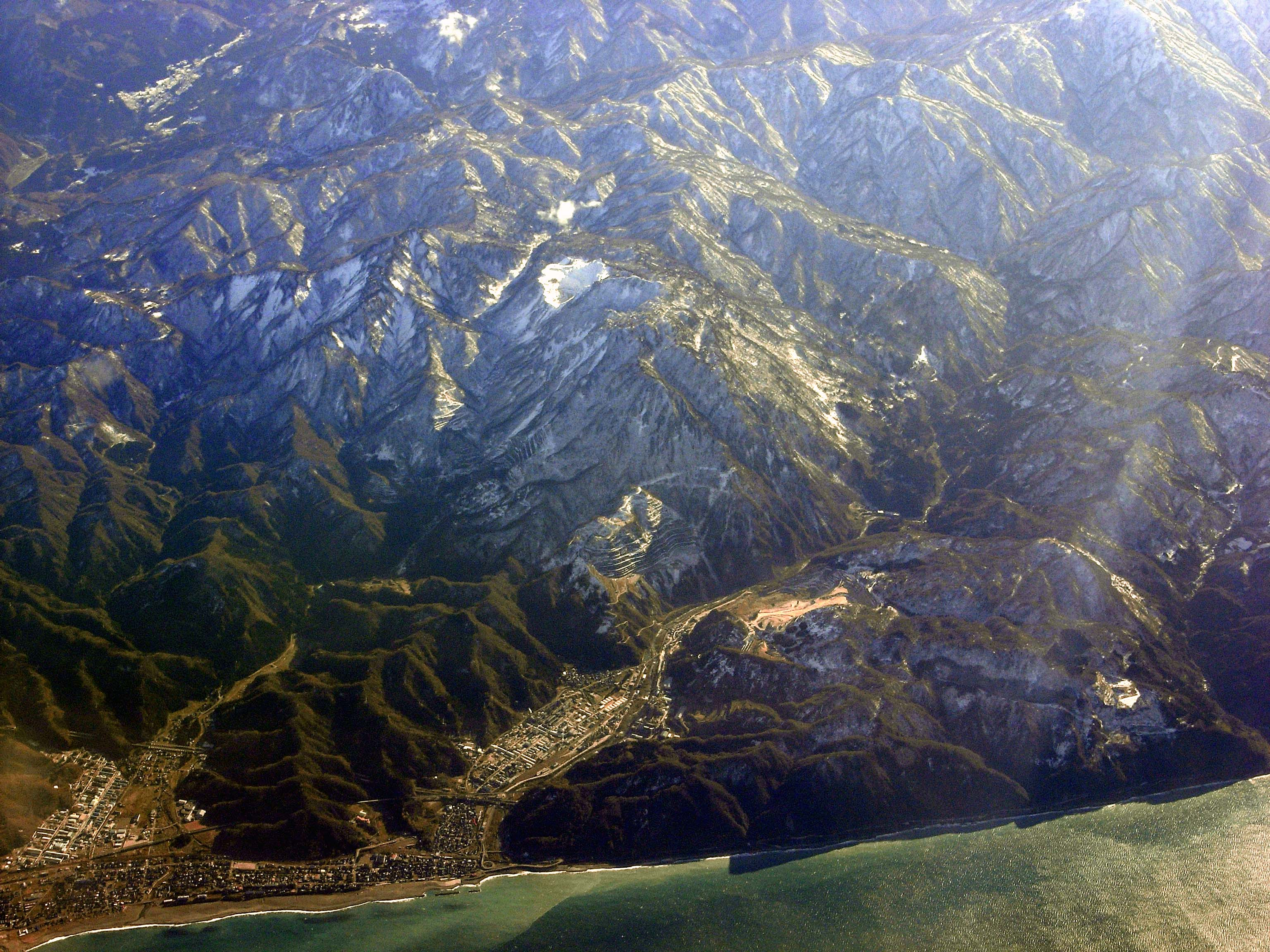
青海地区の石灰岩露天掘り鉱山と工場群

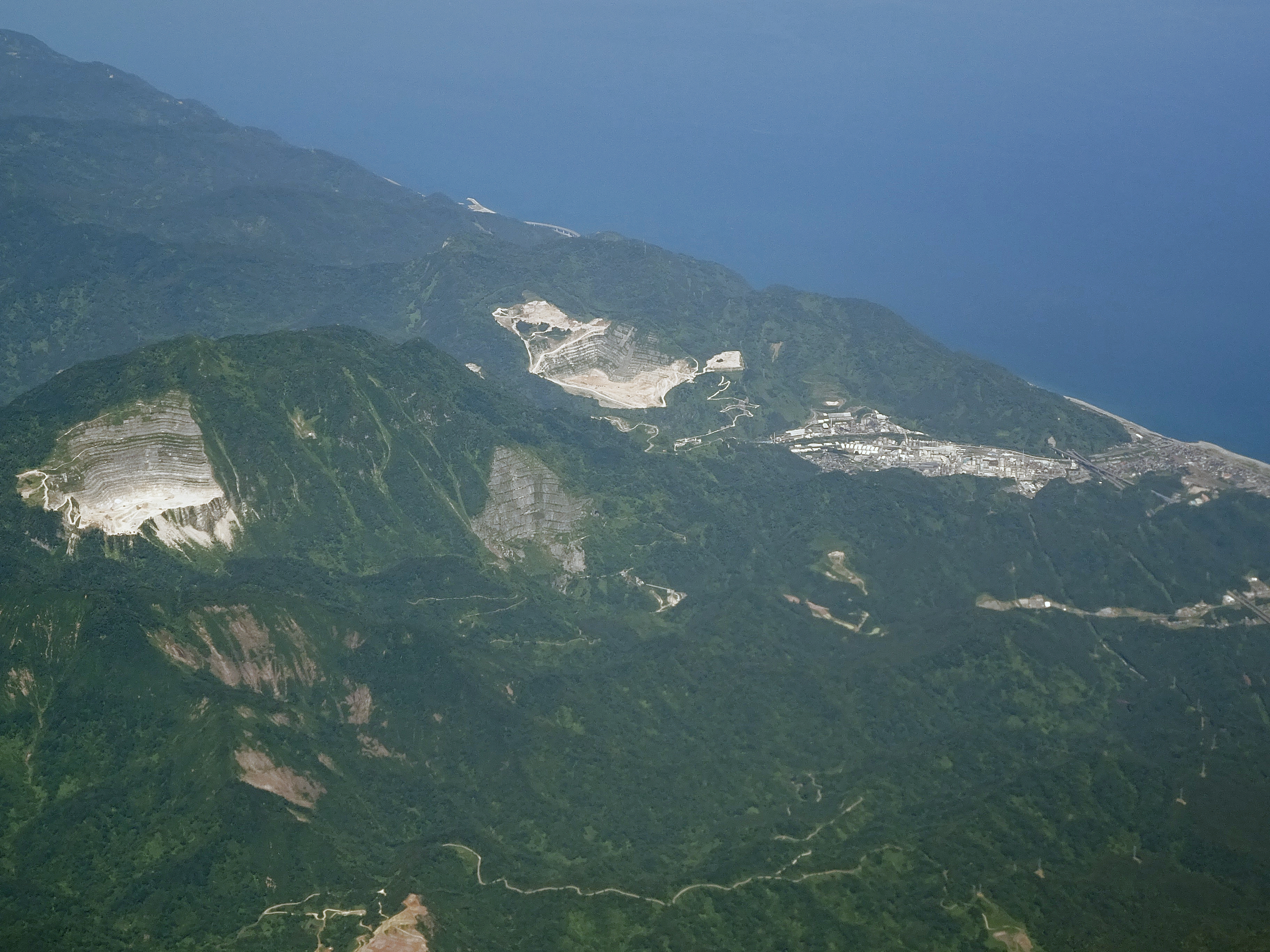
露天掘り石灰石鉱山を東側から空撮

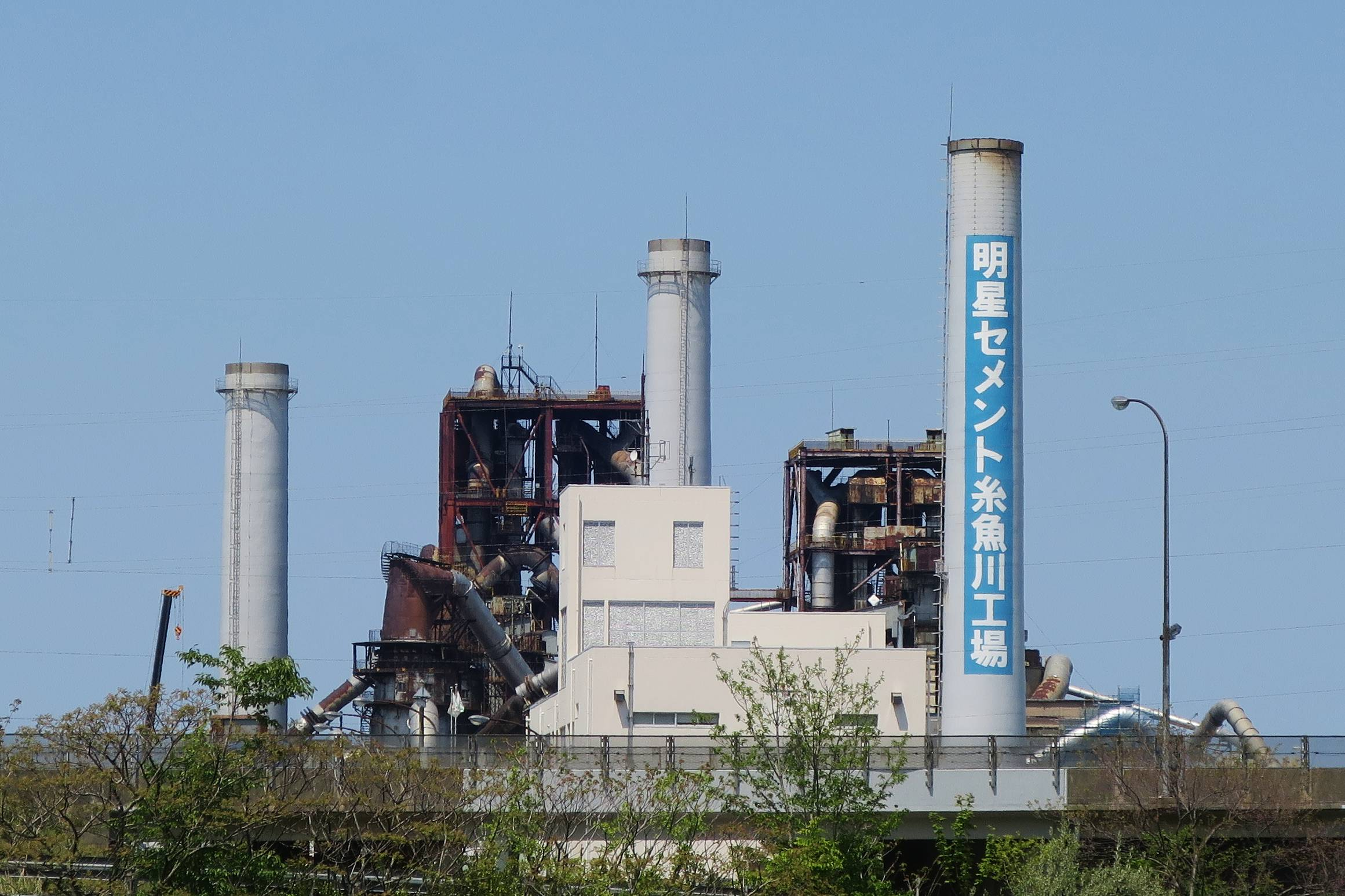
明星セメント 糸魚川工場

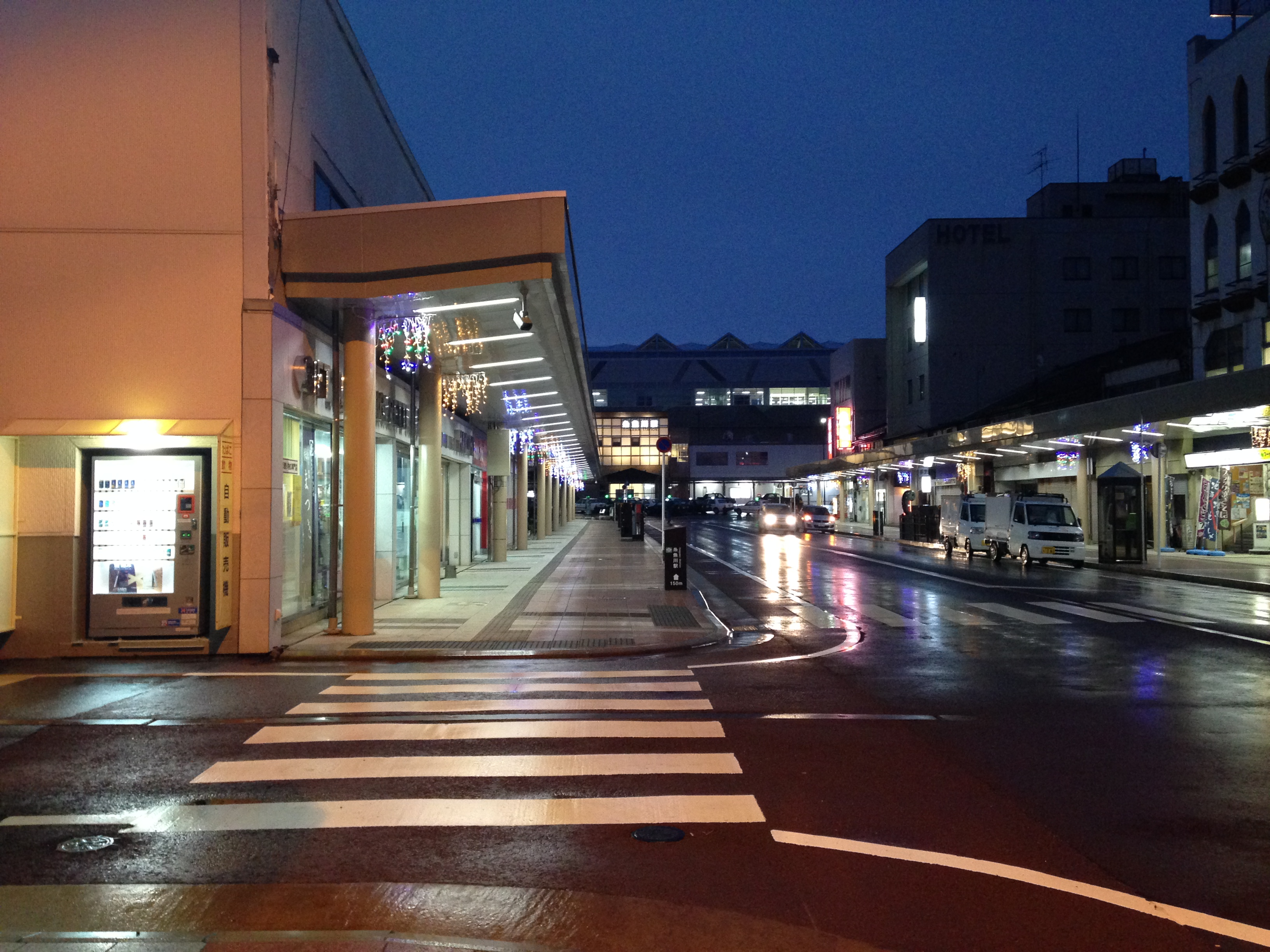
糸魚川市中心市街地

### 第一次産業
漁業
市内には市または県管理の7つの漁港があり、東から順に以下のとおりである。
- 筒石漁港（第2種漁港）
- 能生漁港（第3種漁港）
- 鬼舞漁港（第1種漁港）
- 浦本漁港（第2種漁港）
- 大和川漁港（第1種漁港）
- 親不知漁港（第1種漁港）
- 市振漁港（第2種漁港）

### 第二次産業
市内で良質な石灰岩が産出されることから、セメント製造を始めとした鉱工業が盛んである。
主な工場
- デンカ 青海工場
- 明星セメント 本社・糸魚川工場
  - サミット明星パワー糸魚川バイオマス発電所
  - 糸魚川発電所（石炭火力発電所）

### 第三次産業
主な商業施設
- イエローハット糸魚川店
- 原信糸魚川店
- ナルス能生店
- イチコ糸魚川店（スーパーマーケット）
- ケーズデンキ糸魚川店
- ひらせいホームセンター糸魚川店
- コメリハードアンドグリーン糸魚川店
- クスリのアオキ能生店
- クスリのアオキ厚田店
- ハピー奴奈川店
- ヒスイ王国館
- マックスバリュ糸魚川店
- ヤマダデンキ糸魚川店

## 教育

### 高等学校
県立
- 新潟県立糸魚川高等学校
- 新潟県立糸魚川白嶺高等学校
- 新潟県立海洋高等学校

### 中学校
市立
- 糸魚川市立糸魚川中学校
- 糸魚川市立糸魚川東中学校
- 糸魚川市立能生中学校
- 糸魚川市立青海中学校

### 小学校
市立
- 糸魚川市立下早川小学校
- 糸魚川市立大和川小学校
- 糸魚川市立西海小学校
- 糸魚川市立糸魚川小学校
- 糸魚川市立大野小学校
- 糸魚川市立根知小学校
- 糸魚川市立糸魚川東小学校
- 糸魚川市立能生小学校
- 糸魚川市立中能生小学校
- 糸魚川市立南能生小学校
- 糸魚川市立磯部小学校
- 糸魚川市立田沢小学校
- 糸魚川市立青海小学校

|  |  |  |

### 特別支援学校
県立
- 新潟県立高田特別支援学校白嶺分校

市立
- 糸魚川市立ひすいの里総合学校

### その他の教育施設
- 糸魚川自動車学校
- 糸魚川高等職業訓練校（職業訓練法人糸魚川職業訓練協会が運営する認定職業訓練施設）

### 廃止
- 糸魚川市立磯部中学校 - 2010年3月閉校（能生中学校に統合）
- 糸魚川市立浦本小学校 - 2018年3月閉校（大和川小学校に統合）
- 糸魚川市立上早川小学校 - 2016年3月閉校（下早川小学校に統合）
- 糸魚川市立市振小学校 - 2018年3月閉校（青海小学校に統合）
- 糸魚川市立木浦小学校 - 2023年3月閉校（能生小学校に統合）

## 姉妹都市･提携都市
※この項は糸魚川市公式サイトを出典とする。

### 国内
姉妹都市
- 塩尻市（長野県）
姉妹都市提携

提携都市
- 日高郡新ひだか町（北海道）
友好都市提携
能生町（1954 - 2005）と旧三石町が提携
糸魚川市が発足に伴い、対等合併により廃した能生町（1954 - 2005）より継承
新ひだか町が発足に伴い、対等合併により廃した旧三石町より継承
- 岩手郡葛巻町（岩手県）
友好都市提携
- 東筑摩郡山形村（長野県）
友好都市提携
- 大野市（福井県）
友好都市提携
- 南あわじ市（兵庫県）
友好都市提携
- 千代田区（東京都）
相互発展に向けた連携協定[30]

## 交通

### 鉄道路線

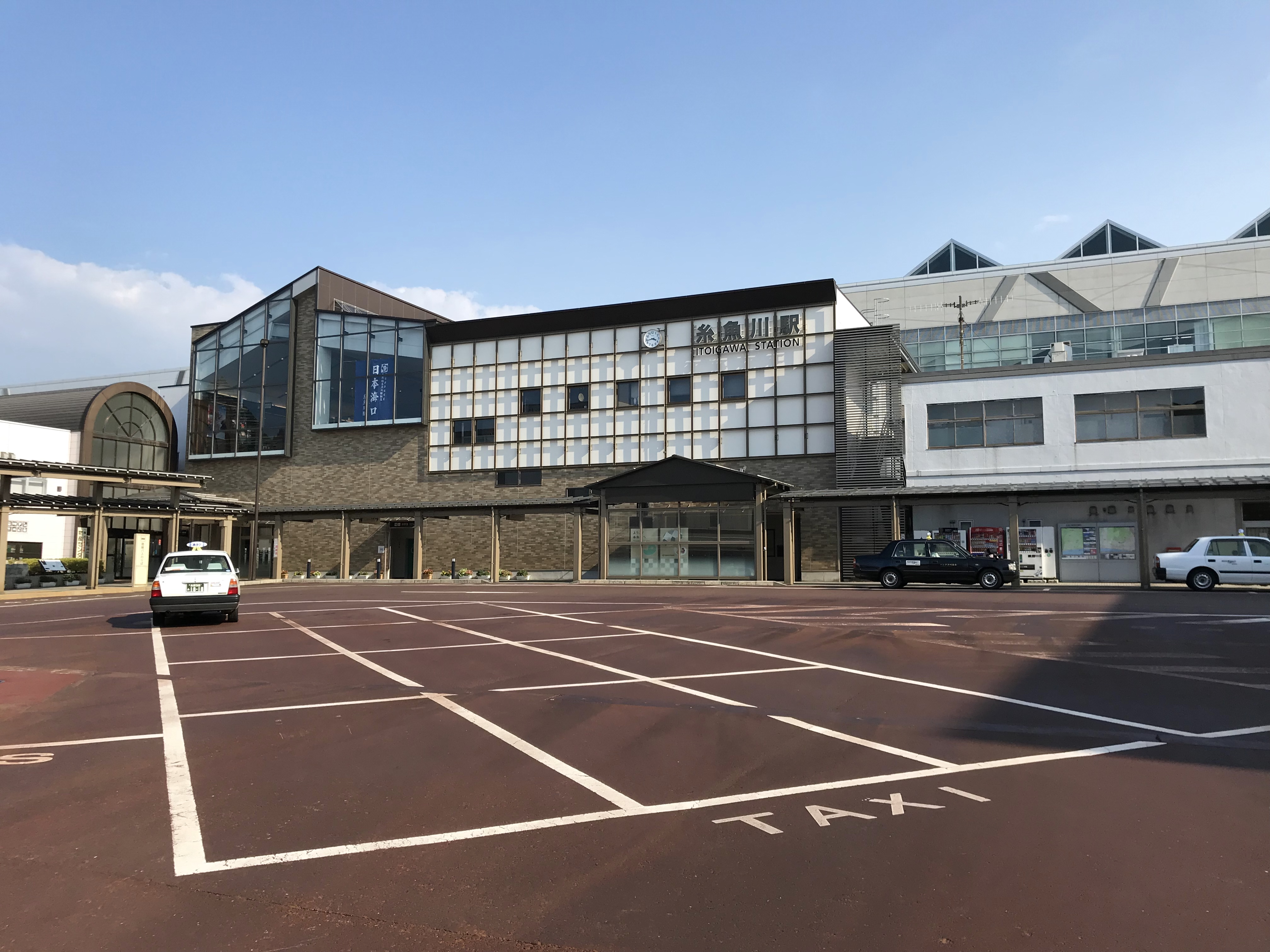
糸魚川駅

市域内は西日本旅客鉄道（JR西日本）の北陸新幹線、大糸線、えちごトキめき鉄道の日本海ひすいライン、あいの風とやま鉄道のあいの風とやま鉄道線、計4路線が経由している。新幹線開業以前は金沢駅方面、新潟駅方面、越後湯沢駅方面に特急列車（「北越」「はくたか」等）が設定されていたが、2019年時点では在来線は市内および隣接市町村を結ぶ列車のみが運行されている。
西日本旅客鉄道（JR西日本）
- 北陸新幹線
  - 糸魚川駅
- ■大糸線
  - 平岩駅 - 小滝駅 - 根知駅 - 頸城大野駅 - 姫川駅 - 糸魚川駅

えちごトキめき鉄道
- ■日本海ひすいライン
  - 市振駅 - 親不知駅 - 青海駅 - 糸魚川駅 - えちご押上ひすい海岸駅 - 梶屋敷駅 - 浦本駅 - 能生駅 - 筒石駅
    - ※このほか、新駅設置計画がある（詳細はえちごトキめき鉄道日本海ひすいライン#新駅設置計画を参照）。

あいの風とやま鉄道
- ■あいの風とやま鉄道線
  - 市振駅
    - ※市振駅及び糸魚川市内全域の線路管理はえちごトキめき鉄道が行うが、あいの風とやま鉄道との営業上の境界は市振駅となっている。

### 高速バス
- 糸魚川 - 新潟線 （頸城自動車）

### 路線バス
- 糸魚川バス - 頸城自動車グループであり、市内ほぼ全域に路線を展開する。
- 小谷村営バス - 平岩駅付近で当市内を経由する路線がある。
- 朝日町公共バス - 市振に乗り入れる路線がある。

### 北陸新幹線の開業による影響
2015年（平成27年）3月14日に北陸新幹線が延伸開業したことにより、東京駅から長野駅や上越妙高駅を経由して糸魚川駅を発着し、富山駅や金沢駅へと運行するようになった。これにより糸魚川市に隣接する富山県および沿線の東京都、長野県、石川県との移動時間が短縮された。
糸魚川市から県庁所在地の新潟市までの移動には最短でも2時間以上を要する一方で、隣接する富山県の県庁所在地である富山市までは新幹線で乗り換えなしに27分程度、長野県の長野市までは35分程度、また石川県の県庁所在地である金沢市までも50分程度、さらに東京都までも2時間20分程度で移動できるようになった。

### 道路
- 高速道路
  - 北陸自動車道：親不知IC - 糸魚川IC - 蓮台寺PA - 能生IC
- 地域高規格道路
  - 松本糸魚川連絡道路（事業中）
- 一般国道
  - 国道8号 - 糸魚川バイパス・糸魚川東バイパス（事業中）・親不知道路（事業中）
  - 国道148号（日本の道100選） - 松糸・今井道路（事業中・松本糸魚川連絡道路）
- 主要地方道
  - 新潟県道88号能生インター線
- 一般県道

| - - 新潟県道115号上路市振停車場線 - 新潟県道154号糸魚川停車場線 - 新潟県道155号橋立青海停車場線 - 新潟県道156号頸城大野停車場線 - 新潟県道221号上町屋釜沢糸魚川線 - 新潟県道222号西中糸魚川線 - 新潟県道225号川尻小谷糸魚川線 - 新潟県道246号西飛山能生線 - 新潟県道270号湯之河内梶屋敷停車場線 - 新潟県道368号青海水崎線 - 新潟県道375号平岩停車場蒲原線 - 新潟県道431号仙納徳合線 - 新潟県道454号中尾水込線 | - - 新潟県道483号山之坊大峰小滝線 - 新潟県道484号下出越線 - 新潟県道485号東谷内溝尾線 - 新潟県道486号姫川港青海線 - 新潟県道487号姫川港線 - 新潟県道505号入ノ平白馬線 - 新潟県道525号親不知外波線 - 新潟県道526号蒲池西山線 - 新潟県道542号上越糸魚川自転車道線 - 市道 - 天険親不知線（日本の道100選） - 道の駅 - 能生（マリンドリーム能生） - 親不知ピアパーク - 越後市振の関 |

### 船舶
- 姫川港（地方港湾）
- 能生漁港（第3種漁港）
- 浦本漁港（第2種漁港）
- 市振漁港（第2種漁港）
- 鬼舞漁港（第1種漁港）
- 大和川漁港（第1種漁港）
- 親不知漁港（第1種漁港）

## 名所・旧跡・観光スポット
- 中部山岳国立公園
- 妙高戸隠連山国立公園

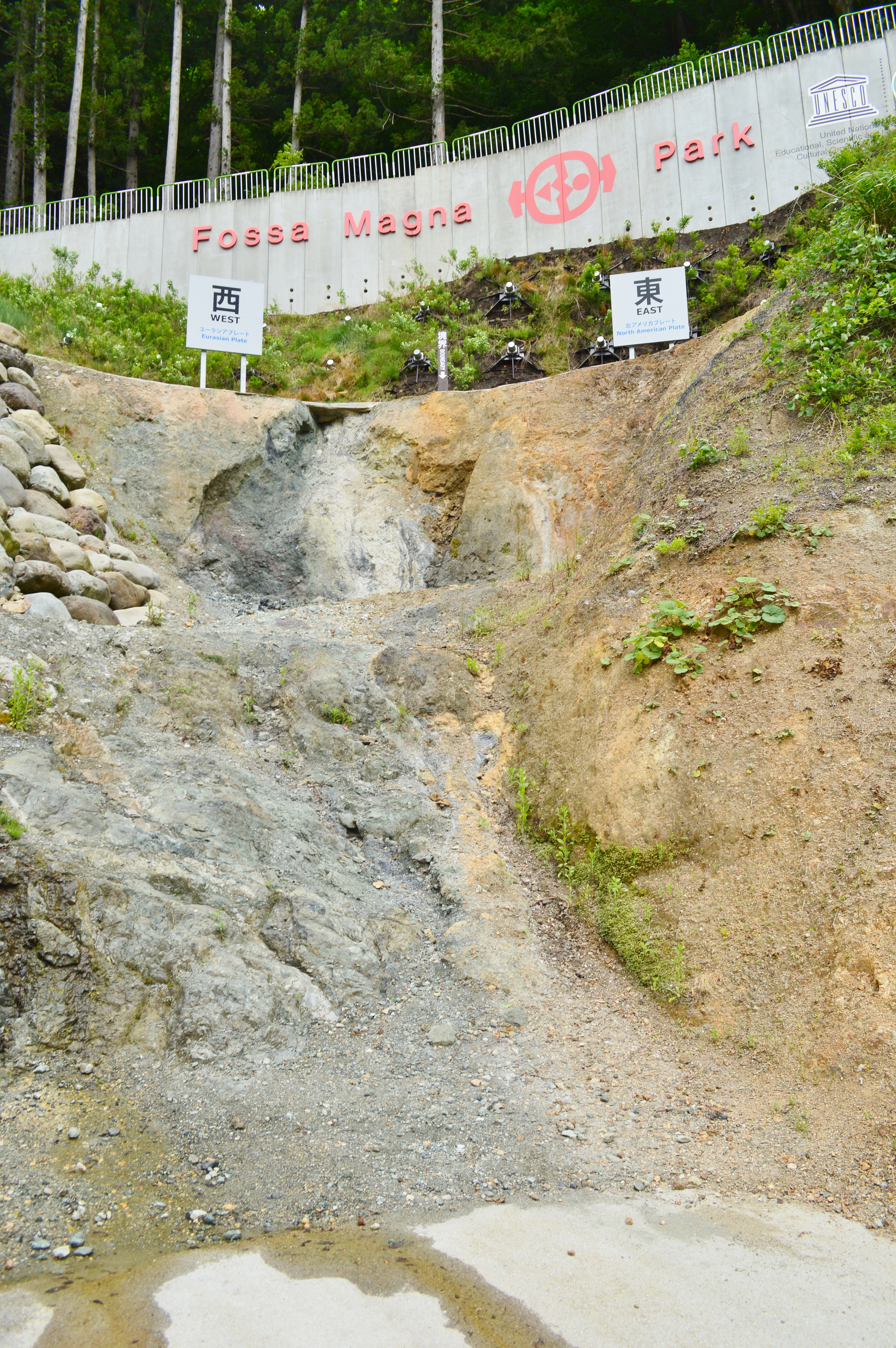
フォッサマグナパーク（2020年5月）

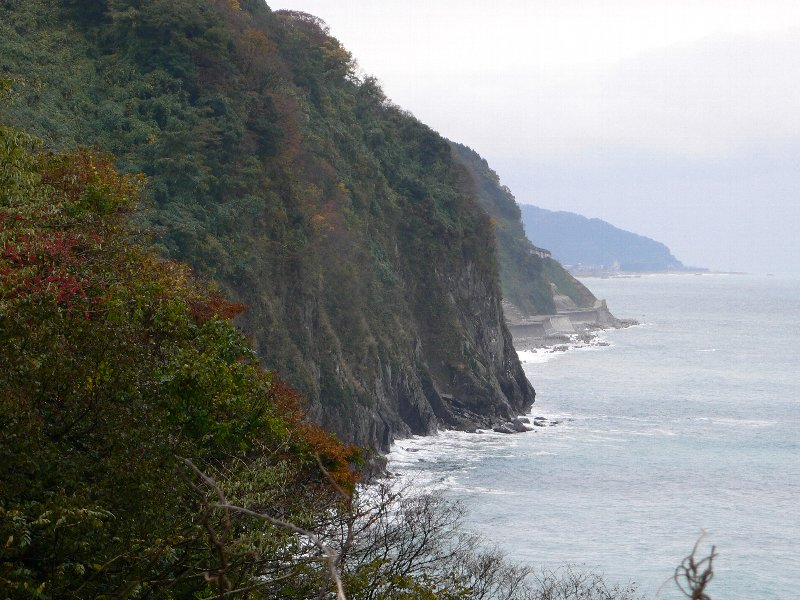
親不知

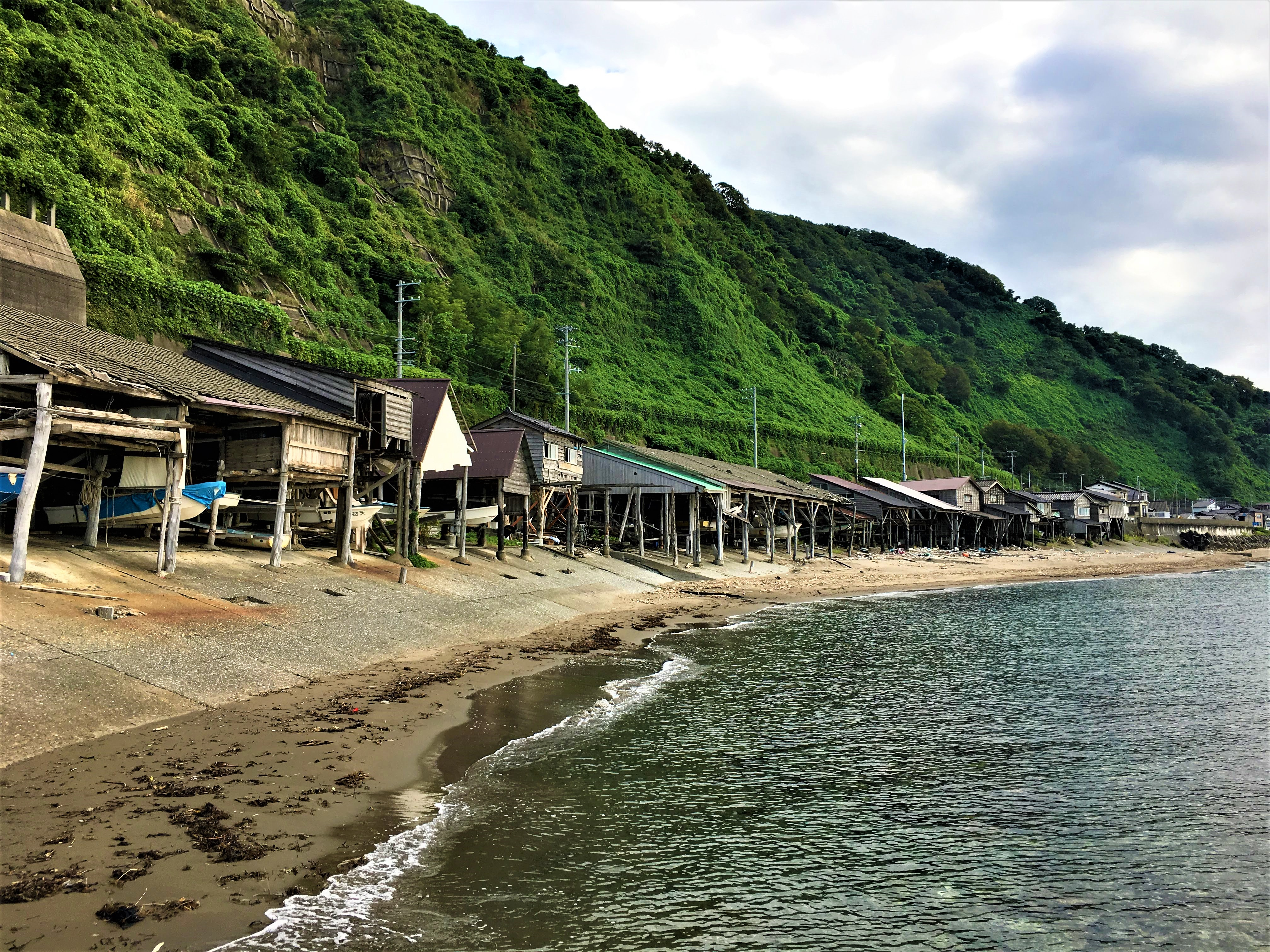
筒石の舟屋

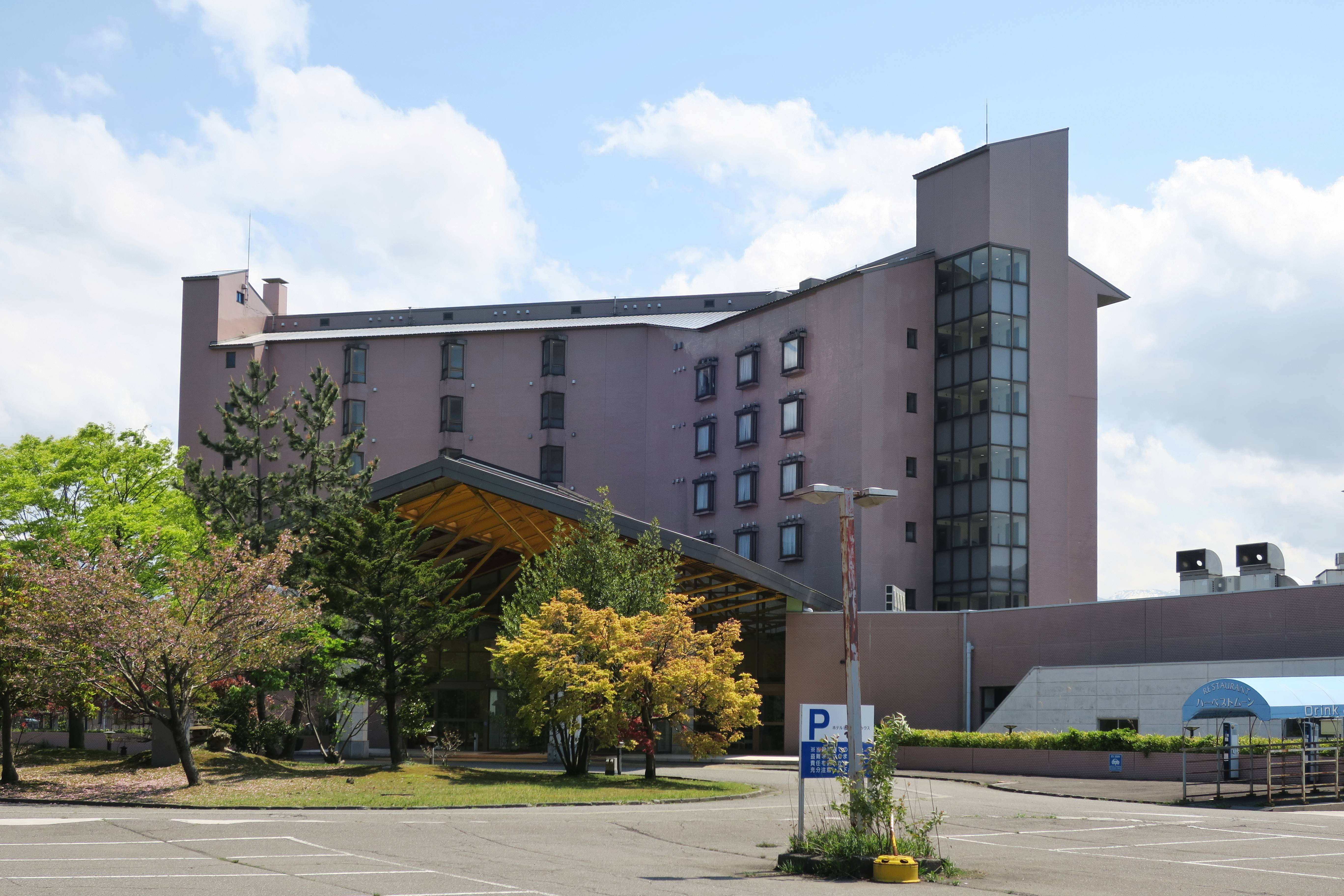
糸魚川温泉

- 糸魚川ジオパーク - ヒスイ海岸やヒスイ峡をはじめとした24のジオサイトがある。
- 久比岐自転車道
- 旧糸魚川本陣・加賀の井酒造

博物館・美術館・資料館
- フォッサマグナミュージアム
- 翡翠園・玉翠園・谷村美術館
- 長者ヶ原遺跡公園・長者ケ原考古館
- 糸魚川歴史民俗資料館
- 能生歴史民俗資料館
- 塩の道資料館（塩の道古道）
- 海の資料館 越山丸・マリンミュージアム海洋
- 木地屋の里
- 糸魚川ジオステーション ジオパル（糸魚川駅）

旧跡・神社仏閣
- 根知城：県指定史跡
- 勝山城阯
- 市振の関
- 白馬大仏
- 天津神社

温泉
- 姫川温泉
- 焼山温泉
- 笹倉温泉
- 糸魚川温泉
- 柵口温泉
- 雨飾温泉
- 蓮華温泉

スキー場・ゴルフ場
- 糸魚川シーサイドバレースキー場
- シャルマン火打スキー場
- 糸魚川カントリークラブ
- グリーンメッセ能生

海水浴場
- 親不知海水浴場
- 糸魚川海水浴場
- 大和川海水浴場
- 能生海水浴場
- 百川海水浴場

キャンプ場
- 森林公園高ノ峯プラトー
- 高浪の池キャンプ場
- ヒスイ峡キャンプ場
- 蓮華温泉キャンプ場
- 美山キャンプ場
- 不動滝キャンプ場
- 海谷三峡パーク
- 雨飾山麓しろ池の森
- 荒崎キャンプ場
- 須沢オートキャンプ場

## 文化・名物

### 祭事・催事
- 一の宮けんか祭
- 根知山寺の延年（重要無形民俗文化財）
- 糸魚川・能生の舞楽（重要無形民俗文化財）
- 竹のからかい（重要無形民俗文化財）
- 日本海クラシックカーレビュー
- 東京‐糸魚川ファストラン（日本で最も歴史の長いロングライドイベント）

### 郷土料理・ご当地グルメ
- 笹寿司
  - 毎年7月7日を「糸魚川・七夕は笹ずしの日」とし、笹ずしに代表される糸魚川の郷土料理に親しんでもらおうと記念日登録されている。市内でも地域、家庭により具材や作り方が異なり、それぞれの違った特長を味わえる。
- こくしょ
- ばたばた茶
- 糸魚川ブラック焼きそば

### 名産・特産
- ヒスイ
  - ヒスイ輝石
  - ネフライト（軟玉）
- 糸魚川石
- 姫川薬石
- 青海石
- 石灰岩
- ベニズワイガニ（能生漁港）
- 南蛮エビ「ひすい娘」
- アンコウ
- 越の丸茄子
- 市内の酒蔵と主な銘柄
  - 加賀の井酒造「加賀の井」
  - 猪又酒造「月不見の池」「奴奈姫」
  - 田原酒造「雪鶴」
  - 渡辺酒造「根知男山」
  - 池田屋酒造「謙信」

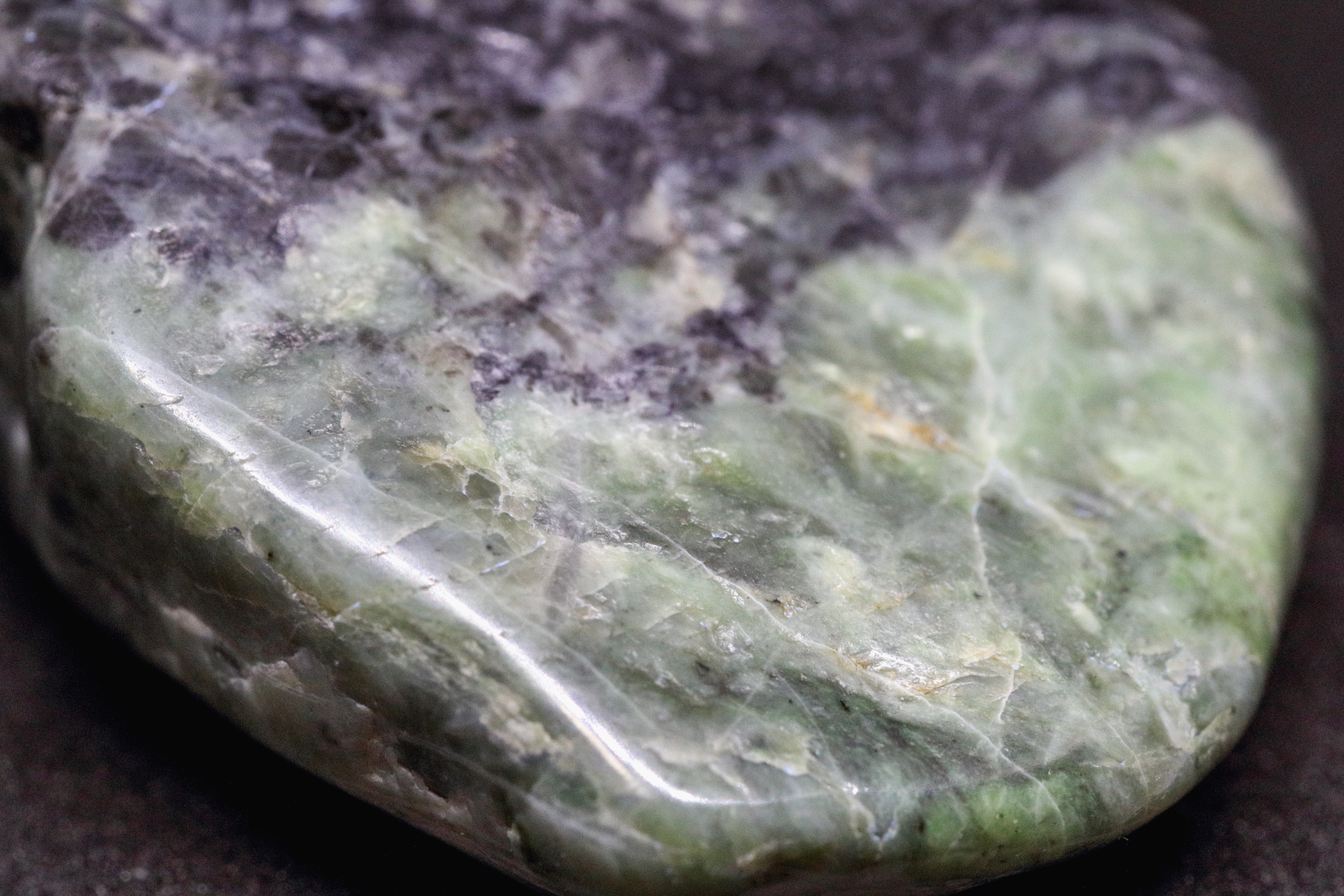
糸魚川市で採取されたヒスイ輝石
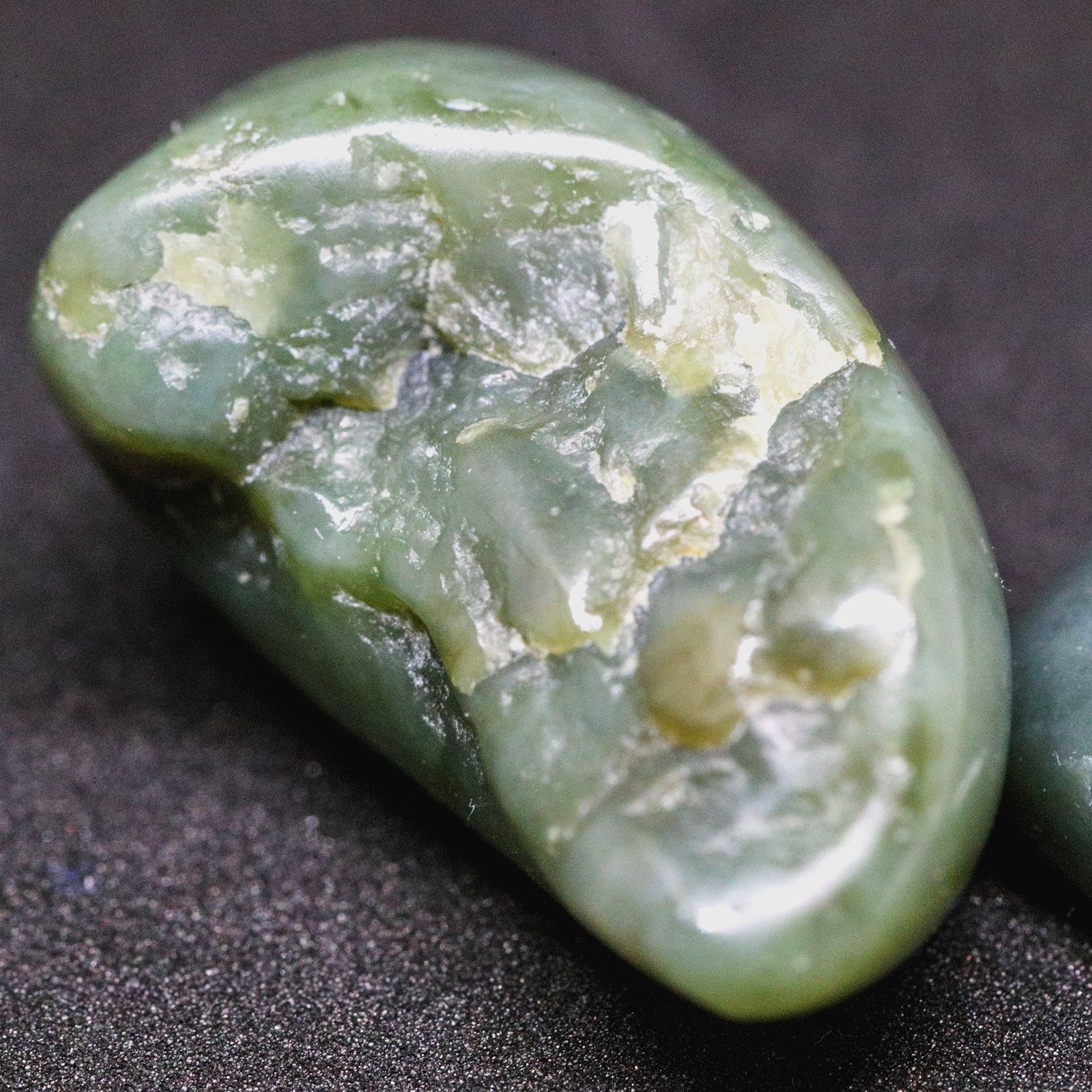
糸魚川市で採取された軟玉
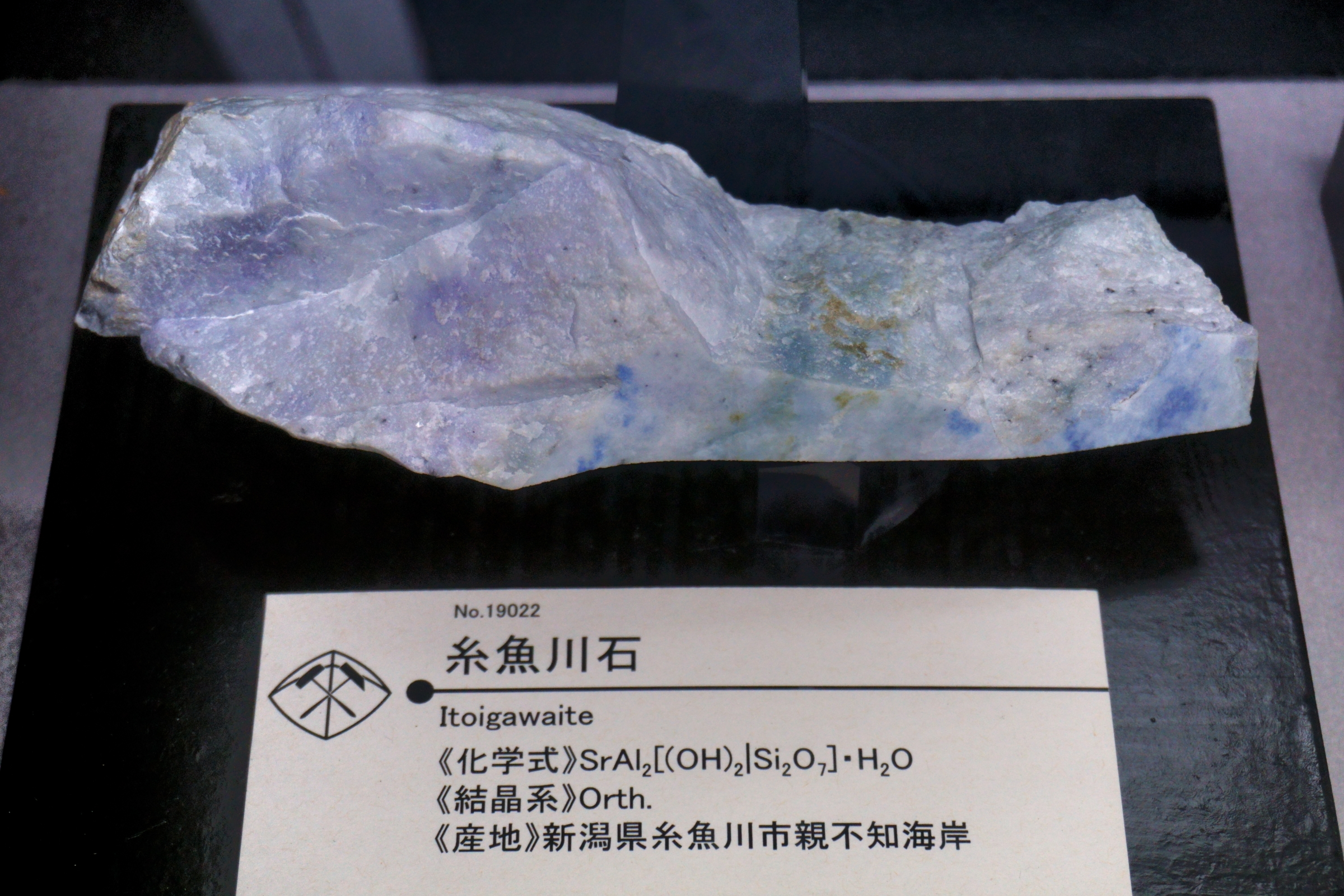
糸魚川石

## 著名な出身者
- 伊藤聡子（フリーキャスター）
- 伊藤茂昭（日本弁護士連合会副会長、関東弁護士会連合会理事長）
- 伊藤雅治（厚生労働省医政局長、全国社会保険協会連合会理事長）
- 五十嵐かおる（漫画家）
- 伊藤敏博（シンガーソングライター） - 旧青海町
- 川合俊一（元バレーボール選手） - 旧青海町
- 川原彰（ストリートパフォーマー）
- 倉若晴生（作曲家）
- 黒坂幸夫（元プロ野球選手）
- 黒姫山秀男（大相撲元関脇、引退後は武隈親方） - 旧青海町
- 越ノ海東治郎（元大相撲力士）
- サンダー杉山（元プロレスラー）
- 関本四十四（元プロ野球選手）
- 相馬御風（詩人・歌人）
- 高鳥修（衆議院議員、経済企画庁長官、総務庁長官）
- 月形那比古 (岐阜県に移住、美濃陶芸作家、画家、彫刻家、書家。国際芸術文化賞受賞）
- 綱島龍生（元プロ野球選手）
- 利根川裕（作家、司会者）
- 永井大（タレント） - 旧青海町
- 藤田善六（日本弁護士連合会副会長）
- 保坂秀樹（プロレスラー）
- 間嶋里美（元声優）
- 松山高吉（国学者、牧師、賛美歌作者）
- やまもとかずや（漫画家）
- 横沢彰（小説家、児童文学作家）
- 横澤夏子（お笑いタレント）
- 米田徹（元糸魚川市長、元糸魚川市議会議長、元糸魚川市議会議員）
- 四月朔日義昭（作曲家、ギタリスト）
- 晴川シンタ（漫画家）

## その他
当市は様々な面において東日本と西日本の境界に位置づけられることが多い。
東北電力は電源周波数が原則50Hzだが、本市の青海地域の一部は60Hzとなっている。